# Gabinet de govern d'Àustria 2013-2016
El govern de Werner Faymann II va prendre possessió del càrrec el 16 de desembre de 2013, i es mantingué en el càrrec fins a la dimissió del Canceller Faymann i el nomenament de Christian Kern el 17 de maig de 2016. Fou un govern de coalició del Partit Socialdemòcrata d'Àustria (SPÖ) i del Partit Popular d'Àustria (ÖVP).
| XXV Legislatura (des del 16/12/2013)                                                                                      |
| Canceller: Werner Faymann (SPÖ) fins al 09.05.16 Reinhold Mitterlehner (ÖVP) interinament entre el 09.05.16 i el 17.05.16 |

| Ministeri Federal                                     | Titulars                                    | Titulars                                                | Titulars                                      | Titulars                                      |
| ----------------------------------------------------- | ------------------------------------------- | ------------------------------------------------------- | --------------------------------------------- | --------------------------------------------- |
| Ministeri Federal                                     | 16 de desembre de 2013                      | 1 de setembre de 2014                                   | 26 de gener de 2016                           | 21 d'abril de 2016                            |
| Vicecanceller i Finances                              | Michael Spindelegger (ÖVP) fins l'01.09.14  |                                                         |                                               |                                               |
| Vicecanceller, Economia, Ciència i Recerca            |                                             | Reinhold Mitterlehner (ÖVP) des de l'01.09.14           | Reinhold Mitterlehner (ÖVP) des de l'01.09.14 | Reinhold Mitterlehner (ÖVP) des de l'01.09.14 |
| Finances                                              |                                             | Hans Jörg Schelling (ÖVP) des de l'01.09.14             | Hans Jörg Schelling (ÖVP) des de l'01.09.14   | Hans Jörg Schelling (ÖVP) des de l'01.09.14   |
| Integració, Afers Europeus i Internacionals           | Sebastian Kurz (ÖVP)                        | Sebastian Kurz (ÖVP)                                    | Sebastian Kurz (ÖVP)                          | Sebastian Kurz (ÖVP)                          |
| Família i Joventut                                    | Sophie Karmasin (Cap, ind. ÖVP)             | Sophie Karmasin (Cap, ind. ÖVP)                         | Sophie Karmasin (Cap, ind. ÖVP)               | Sophie Karmasin (Cap, ind. ÖVP)               |
| Salut                                                 | Alois Stöger (SPÖ) fins l'01.09.14          | Sabine Oberhauser (SPÖ) des de l'01.09.14               | Sabine Oberhauser (SPÖ) des de l'01.09.14     | Sabine Oberhauser (SPÖ) des de l'01.09.14     |
| Interior                                              | Johanna Mikl-Leitner (ÖVP) fins al 21.04.16 | Johanna Mikl-Leitner (ÖVP) fins al 21.04.16             | Johanna Mikl-Leitner (ÖVP) fins al 21.04.16   | Wolfgang Sobotka (ÖVP) des del 21.04.16       |
| Justícia                                              | Wolfgang Brandstetter (Cap, ind. ÖVP)       | Wolfgang Brandstetter (Cap, ind. ÖVP)                   | Wolfgang Brandstetter (Cap, ind. ÖVP)         | Wolfgang Brandstetter (Cap, ind. ÖVP)         |
| Mitjans de Comunicació, Administració, Arts i Cultura | Josef Ostermayer (SPÖ)                      | Josef Ostermayer (SPÖ)                                  | Josef Ostermayer (SPÖ)                        | Josef Ostermayer (SPÖ)                        |
| Defensa i Esports                                     | Gerald Klug (SPÖ) fins al 26.01.16          | Gerald Klug (SPÖ) fins al 26.01.16                      | Hans Peter Doskozil (SPÖ) des del 26.01.16    | Hans Peter Doskozil (SPÖ) des del 26.01.16    |
| Agricultura, Boscos, Medi Ambient i Gestió d'Aigües   | Andrä Rupprechter (ÖVP)                     | Andrä Rupprechter (ÖVP)                                 | Andrä Rupprechter (ÖVP)                       | Andrä Rupprechter (ÖVP)                       |
| Treball, Afers Socials i Protecció del Consumidor     | Rudolf Hundstorfer (SPÖ) fins al 26.01.16   | Rudolf Hundstorfer (SPÖ) fins al 26.01.16               | Alois Stöger (SPÖ) des del 26.01.16           | Alois Stöger (SPÖ) des del 26.01.16           |
| Dona i Educació                                       | Gabriele Heinisch-Hosek (SPÖ)               | Gabriele Heinisch-Hosek (SPÖ)                           | Gabriele Heinisch-Hosek (SPÖ)                 | Gabriele Heinisch-Hosek (SPÖ)                 |
| Transport, Innovació i Tecnologia                     | Doris Bures (SPÖ) fins l'01.09.14           | Alois Stöger (SPÖ) des de l'01.09.14 i fins al 26.01.16 | Gerald Klug (SPÖ) des del 26.01.16            | Gerald Klug (SPÖ) des del 26.01.16            |
| Economia, Ciència i Recerca                           | Reinhold Mitterlehner (ÖVP) fins l'01.09.14 |                                                         |                                               |                                               |

| 16 de desembre de 2013                       | 1 de setembre de 2014                  |                                       |
| Viceancelleria i Finances                    | Sonja Steßl (SPÖ) fins l'01.09.14      |                                       |
| Viceancelleria i Finances                    | Jochen Danninger (ÖVP) fins l'01.09.14 |                                       |
| Cancelleria                                  |                                        | Sonja Steßl (SPÖ) des de l'01.09.14   |
| Vicecancelleria, Economia, Ciència i Recerca |                                        | Harald Mahrer (SPÖ) des de l'01.09.14 |